# 德尔塔联赛
德尔塔联赛，或称希腊足球地区锦标赛，为希腊足球联赛的第4级别，为半职业联赛。德尔塔联赛的球队依照所在地区分为10个小组，每组10-12支球队。